# Панкратий Парадисис
Панкратий (на гръцки: Παγκράτιος, Панкратиос) е гръцки православен духовник, богослов, митрополит на Вселенската патриаршия.

## Биография
Роден е в 1870 година в халкидическото село Вавдос, Османската империя, със светското име Парадисис (Παραδείσης). Става монах във Ватопедския манастир и затова носи прякора Ватопединос (Βατοπεδινός, тоест Ватопедски).
В 1889 година патриарх Йоаким III Константинополски го ръкополога за дякон, а на 25 март 1900 година митрополит Константий Берски го ръкополага за презвитер. В 1898 година завършва Халкинската семинария. На 6 ноември 1926 година в храма „Света Богородица Животворящ източник“ в Балъкли е ръкоположен за титулярен левкийски епископ от митрополит Николай Кесарийски в съслужение с митрополитите Фотий Деркоски и Амвросий Неокесарийски. На 5 октомври 1943 година е избран за ганоски и хорски митрополит.
Умира на 30 май 1952 година в истанбулския квартал Татавла.